# بارتوش ژوکوفسکی
بارتوش ژوکوفسکی (لهستانی: Bartosz Żukowski؛ زادهٔ ۹ ژوئن ۱۹۷۵) بازیگر اهل لهستان است.
از فیلم‌ها یا برنامه‌های تلویزیونی که وی در آن نقش داشته‌است، می‌توان به هنگام تاریکی، این دختران من، تنها عشق، فقط عاشقم باش، جهان به روایت خانواده کیپسکی، پدر متیو، خانه تاریک، عشق اول، جستجوی سراسری، اداره ترافیک، هتل ۵۲، بازگشته و انگشتری با نشان عقاب تاج‌دار اشاره کرد.